# Артьомово (Конаковський район)
Артьомово (рос. Артемово) — присілок в Конаковському районі Тверської області Російської Федерації.
Населення становить 79 осіб. Входить до складу муніципального утворення Городенське сільське поселення.

## Історія
Від 2005 року входить до складу муніципального утворення Городенське сільське поселення.

## Населення
1. Н/Д[2]